# فولویا
فولویا (انگلیسی: Fulvia; ۱ ژانویهٔ ۰۰۷۷ – 40 پیش از میلاد) یک زن اشرافی از زنان در روم باستان که در دوران جمهوری روم زندگی می‌کرد.
فولویا به دلیل پشتکار به عنوان زنی که به شدت درگیر سیاست بود و همچنین نقشش در جنگ پروسین علیه اکتاویان (امپراتور آینده آگوستوس) یک شخصیت مهم در تاریخ روم باستان باقی مانده است. او در پشت صحنه سه ازدواجش نقش سیاسی مهمی ایفا کرد. اگرچه او بیشتر به دلیل مشارکت در حرفه شوهرش مارک آنتونی مشهور است، بحث‌های علمی زیادی در مورد اینکه آیا فولویا قبلاً قبل از شوهرانش درگیر سیاست بوده یا در نتیجه ازدواج با آنها در جریان است. با این حال، یک چیز مطمئن است: او به شدت به سیاست علاقه‌مند بود و با گذشت زمان صدای عمومی قوی تری پیدا کرد، سنای روم قبل و بعد از تشکیل جلسه به خانه او رفت و آمد می‌کردند تا با او مشورت کنند؛ به عنوان همسر مارک آنتونی و مادرزن اوکتاویان (بعداً ملقب به اگوستوس)، معمولاً به عنوان قدرتمندترین زن روم در آن زمان شناخته می‌شد و در تأیید بسیاری از تصمیمات حیاتی که سیاست دولتی را شکل یا تغییر می‌داد برای هدایت جمهوری روم به ویژه از زمان ترور سزار تا مرگ خود نقش مهمی ایفا کرد.